# Devos el Devastador
Devos el Devastator es un personaje ficticio y supervillano que aparece en el universo de Marvel Comics. Él es un enemigo de los Cuatro Fantásticos & del Iron Man Su primera aparición fue en Fantastic Four #359 (diciembre de 1991); fue creado por Tom DeFalco, Paul Ryan y Danny Bulanadi.

## Biografía
Devos es un vigilante extraterrestre dedicado a lograr la paz en el universo, pero solo sigue su opinión y piensa que esto sólo se puede hacer mediante la destrucción de cualquier persona a quien considera una amenaza para la paz galáctica; por lo tanto, mata a todos los seres capaces de hacer la guerra. Mientras Devos está dispuesto a hacer alianzas con otros villanos con el fin de promover sus objetivos, él traiciona inevitablemente sus aliados (ya que ellos también son capaces de hacer la guerra).
En su primera aparición, se enfrentó a los Cuatro Fantásticos, luego huyó en su nave de escape, mientras que su nave principal fue destruida. Luego encontró y unió fuerzas con Paibok, el Skrull de Energía. Observó a Paibok alterar la estructura genética de Lyja, y a continuación, llegó a la Tierra con Paibok. Se unió a Paibok y Lyja la Lazerfist en un ataque a la Antorcha Humana en la Ciudad de Nueva York.
Su acto más notable es probablemente la destrucción de la Skrull Throneworld, lanzando a Imperio Skrull en una guerra civil.

### Annihilation
Devos más tarde vuelve a aparecer en la miniserie Annihilation en las páginas de Ronan el Acusador. En el planeta Godthab Omega, fue atacado por Talos el Indómito y posteriormente capturado por Glorian. Devos habló con Talos, quién se dio cuenta de que Glorian fue el alumno de una sola vez del Conformador de Mundos. Cuando el planeta fue invadido por la Ola de Aniquilación, Glorian estaba distraído, y Devos y Talos se liberaron. Ronan ordenó a los dos que fueran al puerto espacial fuera del planeta para encontrarse con otros sobrevivientes.

## Poderes, habilidades y equipamiento
Devos lleva un traje de batalla blindado que es altamente impenetrable y que contiene un exoesqueleto que puede mejorar temporalmente la fuerza física de Devos a niveles sobrehumanos. El traje está equipado con un desintegrador de energía con dispositivos de selección informatizados montados en el hombro derecho. Puede disparar proyectiles con la fuerza de una bazuca desde cualquiera de sus hombros. Puede disparar granadas de gas venenoso y heladas desde un dispositivo en la muñeca izquierda. También puede emitir una descarga eléctrica de la superficie exterior del traje de batalla. La armadura está equipada con sistemas de sensores internos sofisticados. El casco está diseñado para permitir a Devos ver en porciones de otro modo invisible del espectro. El casco también contiene un "luminator", el cual emite una luz cegadora.
Devos utiliza una nave estelar conocido como el Crucero de la Muerte, de diseño desconocido. Él lo utilizó para el viaje espacial, aunque ya ha sido destruida. Devos también utiliza diferentes armas energéticas avanzadas, y es servido por Sedators (guerreros robots) y Servo-bots (robots que llevan a cabo los trabajos de mantenimiento a bordo de la nave espacial de Devos).

### El Planeta Arsenal
Devos tiene acceso a numerosas naves espaciales, armamento avanzado y sirvientes robóticos, incluidos Sedators (robots guerreros), Servo-bots (robots capaces de realizar trabajos de mantenimiento a bordo de la nave estelar de Devos) y Bouncer-Bots (grandes unidades humanoides construidas para manejar y capturar especímenes para el estudio).

## En otros medios
Devos el Devastador aparece en el episodio de Moon Girl and Devil Dinosaur, "The Borough Bully", con la voz de Fred Tatasciore. Esta versión habla en tercera persona.